# Misión Nuestra Señora del Rosario
La Misión Nuestra Señora del Rosario de los Cujanes fue una misión de época del virreinato de Nueva España del siglo XVIII situada en el Condado de Goliad, Texas, Estados Unidos

## Historia
Fue fundada en noviembre de 1754 por el misionero franciscano español Padre Juan de Dios Camberos por mandato del colegio de Nuestra Señora de Guadalupe de Zacatecas para la evangelización de los indígenas Karankawa, Cujanes, Copanes y Guapites. Para su construcción contó con una guarnición del presidio de La Bahía. En su apogeo, la misión llegó a contar con 5.000 cabezas de ganado entre vacas y corderos. El interés inicial de los Karankawa de contar con apoyo español contra sus enemigos decayó, resistiéndose al trabajo manual y modo de vida de una población ganadera. En 1781, ante las escasas conversiones y ataques traicioneros de los Karankawa, se ordenó el abandonó la misión. El ganado fue trasladado a Misión Nuestra Señora del Espíritu Santo de Zúñiga (Goliad).
En 1789 el padre José Mariano Reyes volvió a ocupar la misión, que se convirtió en una explotación ganadera notable con 50.000 cabezas de ganado. Para 1791 se había edificado una nueva iglesia y los edificios de viviendas y auxiliares estaban rehabilitados. Sin embargo, la oposición de los Karankawa resultó en la fundación de la misión de  Nuestra Señora del Refugio (Refugio) en 1795, a donde se trasladaron los indios cocos en 1797. En 1807 la misión fue abandonada definitivamente en detrimento de la misión de Nuestra Señora de Refugio.
Fue secularizada en 1831 en época de la Texas mexicana.

## Descripción
Se llevaron a cabo trabajos arqueológicos a lo largo del siglo XX, que identificaron varios edificios que pueden corresponder a su capilla, sacristía, campanario o residencias. Pertenece al Goliad State Park Commission y los testimonios de la misión se encuentran en el museo del Parque Histórico de Goliad State (Goliad) y la Universidad del Norte de Texas.